# Leptospermum
Leptospermum es un género de 80-86 
especies de plantas pertenecientes a la familia  Myrtaceae. Se distribuyen a través de Australia, con gran diversidad en el sur, hay dos especies en Malasia y una Leptospermum scoparium en Nueva Zelanda. 

## Descripción
Son arbustos o pequeños árboles que alcanzan 1-8 metros de altura con ramificaciones densas. Las hojas son perennes, simples y pequeñas, en la mayoría no sobrepasa un cm de longitud. Las flores con cinco pétalos blancos, rosados o rojas.
El nombre común de árbol del té usado para algunas especies de Leptospermum deriva de la práctica de los colonos de hervir agua con hojas de esta especie para hacer té.

## Taxonomía
El género fue descrito por J.R.Forster & G.Forster y publicado en Characteres Generum Plantarum 71–72, pl. 36. 1775.
Etimología
Leptospermum: nombre genérico que viene del griego antiguo "leptos" y "sperma", que significa "semilla fina".

## Especies
| - Leptospermum anfractum A.R. Bean - Leptospermum arachnoides Gaertn. - Leptospermum brachyandrum (F. Muell.) Druce - Leptospermum brevipes F. Muell. - Leptospermum confertum Joy Thomps. - Leptospermum coriaceum (F.Muell. ex Miq.) Cheel - Leptospermum deuense Joy Thomps. - Leptospermum emarginatum H.L.Wendl. ex Link - Leptospermum epacridoideum Cheel - Leptospermum erubescens Schauer - Leptospermum exsertum Joy Thomps. - Leptospermum fastigiatum S.Moore - Leptospermum flavescens Sm. - Leptospermum glabrescens Wakef. - Leptospermum grandiflorum Sm. - Leptospermum grandifolium - Leptospermum incanum Turcz. - Leptospermum inelegans Joy Thomps. - Leptospermum javanicum Blume - árbol del té de la India - Leptospermum juniperinum Sm. - Leptospermum laevigatum (Gaertn.) F.Muell. - Leptospermum lanigerum (Sol. ex Aiton) Sm. - Leptospermum liversidgei R.T.Baker & H. G.Sm. - Leptospermum luehmannii F.M.Bailey - Leptospermum macgillivrayi Joy Thomps. - Leptospermum macrocarpum (Maiden & Betche) Joy Thomps. - Leptospermum madidum A.R.Bean - Leptospermum maxwellii S.Moore - Leptospermum microcarpum Cheel | - Leptospermum minutifolium C.T.White - Leptospermum multicaule A. Cunn. - Leptospermum myrsinoides Schltdl. - Leptospermum myrtifolium Sieber ex DC. - Leptospermum nitens Turcz. - Leptospermum nitidum Hook. f. - Leptospermum obovatum Sweet - Leptospermum oligandrum Turcz. - Leptospermum parviflorum Valeton - Leptospermum parvifolium Sm. - Leptospermum petersonii F.M.Bailey - Leptospermum polygalifolium Salisb. - té del mar del sur - Leptospermum purpurascens Joy Thomps. - Leptospermum recurvum Hook. f. - Leptospermum roei Benth. - Leptospermum rotundifolium (Maiden & Betche) F.A.Rodway - Leptospermum rupestre Hook. f. - Leptospermum scoparium J.R. & G.Forst.) - Leptospermum semibaccatum Cheel - Leptospermum sericeum Labill. - Leptospermum sphaerocarpum Cheel - Leptospermum spinescens Endl. - Leptospermum squarrosum Gaertn. - Leptospermum subtenue Joy Thomps - Leptospermum trinervium (Sm.) Joy Thomps. - Leptospermum trinervium (Sm.) Joy Thomps. - Leptospermum turbinatum Joy Thomps. - Leptospermum variabile Joy Thomps. - Leptospermum wooroonooran F.M. Bailey |